# Ralph Hanover
Ralph Hanover, född 1980 på Hanover Shoe Farms i Hanover i Pennsylvania i USA, död 18 oktober 2008, var en amerikansk standardhäst. Han tränades av Stewart Firlotte och kördes av Ron Waples. 

## Historia
Ralph Hanover köptes av tränaren Stewart Firlotte för 58 000 dollar på 1981 års Standardbred Horse Sale Company auktion i Harrisburg, Pennsylvania. Han sprang under sin tävlingskarriär in 1,8 miljoner dollar, och han blev den sjunde hästen att vinna Triple Crown of Harness Racing for Pacers. 
Han tog sina största segrar i Messenger Stakes (1983), Cane Pace (1983) och Little Brown Jug (1983). Han har även segrat i Bluegrass Stakes (1982), Canadian Juvenile Circuit Stakes (1982), Geers Stakes (1983), Queen City Stakes (1983), Burlington Stakes (1983), Meadowlands Pace (1983), Adios Stakes (1983) och Prix d'Été (1983). 
Efter treåringssäsongen 1983 var han aktiv som avelshingst. Han avled den 18 oktober 2008.